# Merve Aydın
Merve Aydın (ur. 17 marca 1990 w Stambule) – turecka lekkoatletka specjalizująca się w biegu na 800 metrów.
Odpadła w eliminacjach mistrzostw świata juniorów młodszych w 2005, mistrzostw globu juniorów w 2006 oraz ponownie mistrzostw świata juniorów młodszych w 2007. Największy sukces w swojej dotychczasowej karierze odniosła w 2008 zostając wicemistrzynią świata juniorek. Bez powodzenia startowała w igrzyskach olimpijskich w Pekinie (2008). Młodzieżowa mistrzyni Europy z 2011. Uczestniczka drużynowych mistrzostw Starego Kontynentu.
W 2009 roku reprezentowała Turcję w biegu na 400 metrów zajmując piąte miejsce w mistrzostwach Europy juniorów.
W 2011 biegła na drugiej zmianie tureckiej sztafety 4 × 400 metrów, która ustanowiła wynikiem 3:29,40 rekord kraju w tej konkurencji.
Rekord życiowy w biegu na 800 metrów: 2:00,23 (12 czerwca 2012, Mińsk) były rekord Turcji. Aydin jest także halową rekordzistką kraju na tym dystansie: 2:01,19 (9 marca 2012, Stambuł).

## Osiągnięcia
| Rok  | Impreza                               | Miejsce   | Konkurencja        | Lokata     | Wynik   |
| ---- | ------------------------------------- | --------- | ------------------ | ---------- | ------- |
| 2005 | Mistrzostwa świata juniorów młodszych | Marrakesz | bieg na 800 m      | eliminacje | 2:13,12 |
| 2006 | Mistrzostwa świata juniorów           | Pekin     | bieg na 800 m      | eliminacje | 2:17,16 |
| 2007 | Mistrzostwa świata juniorów młodszych | Ostrawa   | bieg na 800 m      | eliminacje | 2:12,73 |
| 2007 | Olimpijski Festiwal Młodzieży Europy  | Belgrad   | bieg na 800 m      | eliminacje | 2:24,63 |
| 2008 | Mistrzostwa świata juniorów           | Bydgoszcz | bieg na 800 m      | 2. miejsce | 2:00,92 |
| 2008 | Igrzyska olimpijskie                  | Pekin     | bieg na 800 m      | eliminacje | 2:04,75 |
| 2009 | I liga drużynowych mistrzostw Europy  | Bergen    | bieg na 200 m      | 9. miejsce | 24,94   |
| 2009 | I liga drużynowych mistrzostw Europy  | Bergen    | bieg na 400 m      | 2. miejsce | 53,48   |
| 2009 | I liga drużynowych mistrzostw Europy  | Bergen    | sztafeta 4 × 400 m | 9. miejsce | 3:41,50 |
| 2009 | Mistrzostwa Europy juniorów           | Nowy Sad  | bieg na 400 m      | 5. miejsce | 54,57   |
| 2010 | I liga drużynowych mistrzostw Europy  | Budapeszt | bieg na 800 m      | 5. miejsce | 2:03,72 |
| 2010 | I liga drużynowych mistrzostw Europy  | Budapeszt | sztafeta 4 × 400 m | 3. miejsce | 3:33,50 |
| 2011 | I liga drużynowych mistrzostw Europy  | Izmir     | sztafeta 4 × 400 m | 1. miejsce | 3:29,40 |
| 2011 | Młodzieżowe mistrzostwa Europy        | Ostrawa   | bieg na 800 m      | 1. miejsce | 2:00,46 |
| 2011 | Uniwersjada                           | Shenzhen  | sztafeta 4 × 400 m | 2. miejsce | 3:30,14 |
| 2012 | Halowe mistrzostwa krajów bałkańskich | Stambuł   | bieg na 800 m      | 1. miejsce | 2:03,80 |
| 2012 | Halowe mistrzostwa krajów bałkańskich | Stambuł   | sztafeta 4 × 400 m | 2. miejsce | 3:41,47 |
| 2012 | Igrzyska olimpijskie                  | Londyn    | bieg na 800 m      | –          | DNF     |